# هون پرالخو
هون پرالخو (انگلیسی: Heaven Peralejo؛ زادهٔ ۲۵ نوامبر ۱۹۹۹) مدل (شخص)، بازیگر سینما و خواننده اهل فیلیپین است. وی از سال ۲۰۰۹ میلادی تاکنون مشغول فعالیت بوده است.